# El sueño del celta
El sueño del celta (2010) es una novela del escritor peruano Mario Vargas Llosa. La historia recrea la vida de Roger Casement y el título hace referencia a un poema del mismo nombre que fue escrito por el protagonista de la narración.

## Argumento
Sir Roger Casement (Dublín, 1864 - Londres, 1916) fue un cónsul británico nacido en Dublín, Irlanda, que se hizo famoso por sus denuncias contra las atrocidades y abusos del sistema colonial existente en el Congo Belga, administrado por Leopoldo II, rey de Bélgica, donde las autoridades practicaban la tortura, mutilaciones, castigos corporales y asesinatos.
Roger Casement está considerado uno de los primeros occidentales que tuvieron conciencia de las injusticias y arbitrariedades que cometían las potencias europeas en los países colonizados.
Hizo su primer viaje a África en 1883, cuando contaba 19 años de edad. Trabajó en el Estado Libre del Congo y participó en algunas de las expediciones del explorador Sir Henry Morton Stanley. Conoció personalmente al escritor Joseph Conrad, autor de El corazón de las tinieblas, relato en el que se describe la brutalidad de los europeos hacia los nativos africanos. En 1892 dejó el Congo para trabajar en Nigeria, y en 1895 fue nombrado cónsul en Lourenço Marques (actual Maputo).
En 1910 fue enviado al Perú, comisionado por la Foreign Office para investigar las denuncias recibidas contra la compañía cauchera peruana, de capital británico, Peruvian Rubber Company, la cual, según los informes de que se disponía, cometía numerosos abusos y crueldades contra indígenas de la selvática y remota región del Putumayo en la frontera entre Perú y Colombia. Los integrantes de las siete tribus de esta zona - huitotos, ocainas, minanes, nonuyas, andoques, resígaros y boras - debían recolectar una cantidad de caucho estipulada por la compañía y si no la entregaban en el plazo previsto, sufrían castigos corporales que incluían latigazos, mutilaciones e incluso la muerte.
Partidario de la independencia de Irlanda, intentó conseguir la ayuda alemana para esta causa mientras se desarrollaba la Primera Guerra Mundial, por lo que fue detenido por las autoridades del Reino Unido que le acusaron de traición y también de homosexualidad, tras registrar su domicilio y hacer público el contenido de su diario personal. Sus escritos privados, llamados "Diarios negros", jugaron en su contra, pues en aquellos años la homosexualidad era un delito grave. No obstante, hasta el día de hoy existe una controversia sobre la posible falsificación de estos diarios por los servicios de inteligencia para que constituyeran una prueba en su contra.
A lo largo de la obra se narra la evolución y contradicciones del personaje. Hijo de madre católica y padre anglicano, fue bautizado en el catolicismo en secreto tras nacer. En el transcurso de su vida pasó de anglicano a católico y de diplomático al servicio del gobierno británico a defensor de la independencia de Irlanda y conspirador contra Gran Bretaña.

Vargas Llosa ha manifestado públicamente que el colonialismo de finales del siglo XIX e inicios del XX que denunció Casement, sembró una destrucción, cuyas secuelas perduran en la actualidad.

## Temas y estructura
Esta novela histórica es una especie de crónica periodística, que se sirve de la ficción para relatarnos la terrible explotación colonial de África y América —Congo y Perú—. Los hechos centrales narrados en El sueño del celta son la esclavización, la tortura, la explotación inmisericorde y la muerte, es decir, el genocidio de los indígenas del Congo y Perú, todo ello motivado por la feroz codicia de compañías mercantiles que habían sobornado y corrompido a las estructuras sociales, políticas y administrativas de sus respectivos países. Vargas Llosa describe los viajes y los informes oficiales de Roger Casement como cónsul británico, gobierno que le otorga las máximas condecoraciones; y que, sin embargo, le condena a muerte —y utiliza contra él su homosexualidad y pedofilia registrada en sus diarios— cuando Casement, como irlandés que es, apoya la sublevación de su pueblo contra el gobierno británico.
La novela se divide en capítulos pares e impares. Los impares recorren minuciosamente los tres meses anteriores a la pena de muerte de Casement por participar en la insurrección irlandesa independentista de 1916. Los pares recorren, también, las tres partes en que se divide la novela: La primera (“El Congo”), refiere su investigación de la salvaje explotación del Congo por el gobierno belga y sus compañías mercantiles. La segunda (“La Amazonía"), la explotación aún más terrible y brutal, si cabe, de los indígenas de la selva amazónica por la compañía británica Peruvian Rubber Company dirigida por Julio César Arana del Águila. En la última parte (“Irlanda"), Vargas Llosa describe la intervención de Casement en dicha insurrección independentista de 1916. De esta forma, ambas historias entrelazadas avanzan hacia el fin de la novela (y de la vida) de Casement, ajusticiado por el gobierno británico.